# Lista de bandeiras de Uganda
A seguir esta é uma lista de bandeiras e faixas usadas em Uganda.

## Bandeira nacional
| Bandeira | Data          | Uso                | Descrição |
| -------- | ------------- | ------------------ | --- |
|          | 1962-presente | Bandeira de Uganda | Seis faixas horizontais iguais de preto (superior), amarelo, vermelho, preto, amarelo e vermelho (inferior); um disco branco é sobreposto no centro e representa o símbolo nacional, um guindaste coroado cinza, voltado para o lado do mastro. |

## Bandeira do governo
| Bandeira | Data          | Uso                             | Descrição |
| -------- | ------------- | ------------------------------- | --- |
|          | 1962-presente | Bandeira presidencial de Uganda | Um campo vermelho com 6 linhas de preto (em cima), amarelo, vermelho, preto, amarelo e vermelho (embaixo) para baixo e o brasão no centro. |

## Bandeiras de grupos étnicos
| Bandeira | Data          | Uso                       | Descrição |
| -------- | ------------- | ------------------------- | --------- |
|          | 1993-presente | Bandeira dos ancolés      | [ 5 ]     |
|          | 1994-presente | Bandeira dos bunioros     | [ 6 ]     |
|          | 1962-presente | Bandeira dos busogas      | [ 7 ]     |
|          | 1962-presente | Bandeira dos acholis      | [ 8 ]     |
|          | 1962-presente | Bandeira dos langos       | [ 9 ]     |
|          | 1962-Presente | Bandeira dos riuenzururus | [ 10 ]    |
|          | 1962-Presente | Bandeira dos toro         | [ 11 ]    |

## Bandeiras políticas

### Partidos políticos
| Bandeira | Data            | Uso                                           | Descrição |
| -------- | --------------- | --------------------------------------------- | --- |
|          | c.2003-presente | Bandeira do Partido Democrata                 | Uma bicolor horizontal de branco e verde. |
|          | c.2011-presente | Bandeira do Movimento de Resistência Nacional | Cinco listras horizontais de amarelo (em cima), azul, verde, vermelho e amarelo (embaixo), com as listras de cima e de baixo 3 vezes mais largas que as outras. Um disco branco é sobreposto ao centro e representa o símbolo do partido, um ônibus amarelo. |
|          | 1960-1966       | Bandeira do Congresso do Povo de Uganda       | Uma tricolor horizontal de preto, amarelo e vermelho. |
|          | 1966-Presente   | Bandeira do Congresso do Povo de Uganda       | Uma tricolor horizontal de preto, vermelho e azul. |

### Grupos rebeldes
| Bandeira | Data          | Uso                                      | Descrição |
| -------- | ------------- | ---------------------------------------- | --- |
|          | 1996-Presente | Bandeira das Forças Democráticas Aliadas | Uma bandeira tricolor horizontal de azul, branco e vermelho com um triângulo isósceles verde na parte lateral do mastro e as letras ADM/A escritas em azul na faixa branca. |

## Bandeiras militares
| Bandeira | Data          | Uso                                           | Descrição |
| -------- | ------------- | --------------------------------------------- | --- |
|          | 1962-Presente | Bandeira da Força de Defesa Popular de Uganda | Um campo verde com 6 linhas pretas (em cima), amarelas, vermelhas, pretas, amarelas e vermelhas (embaixo) para baixo e o emblema da UPDF no centro.        |
|          | 1964-Presente | Bandeira da Força Aérea de Uganda             | Um campo ciano com 6 linhas pretas (em cima), amarelas, vermelhas, pretas, amarelas e vermelhas (embaixo) para baixo e o emblema da força aérea no centro. |

## Bandeiras de subdivisão

### Reinos tradicionais

Ancolé
Buganda [19]
Bunyoro
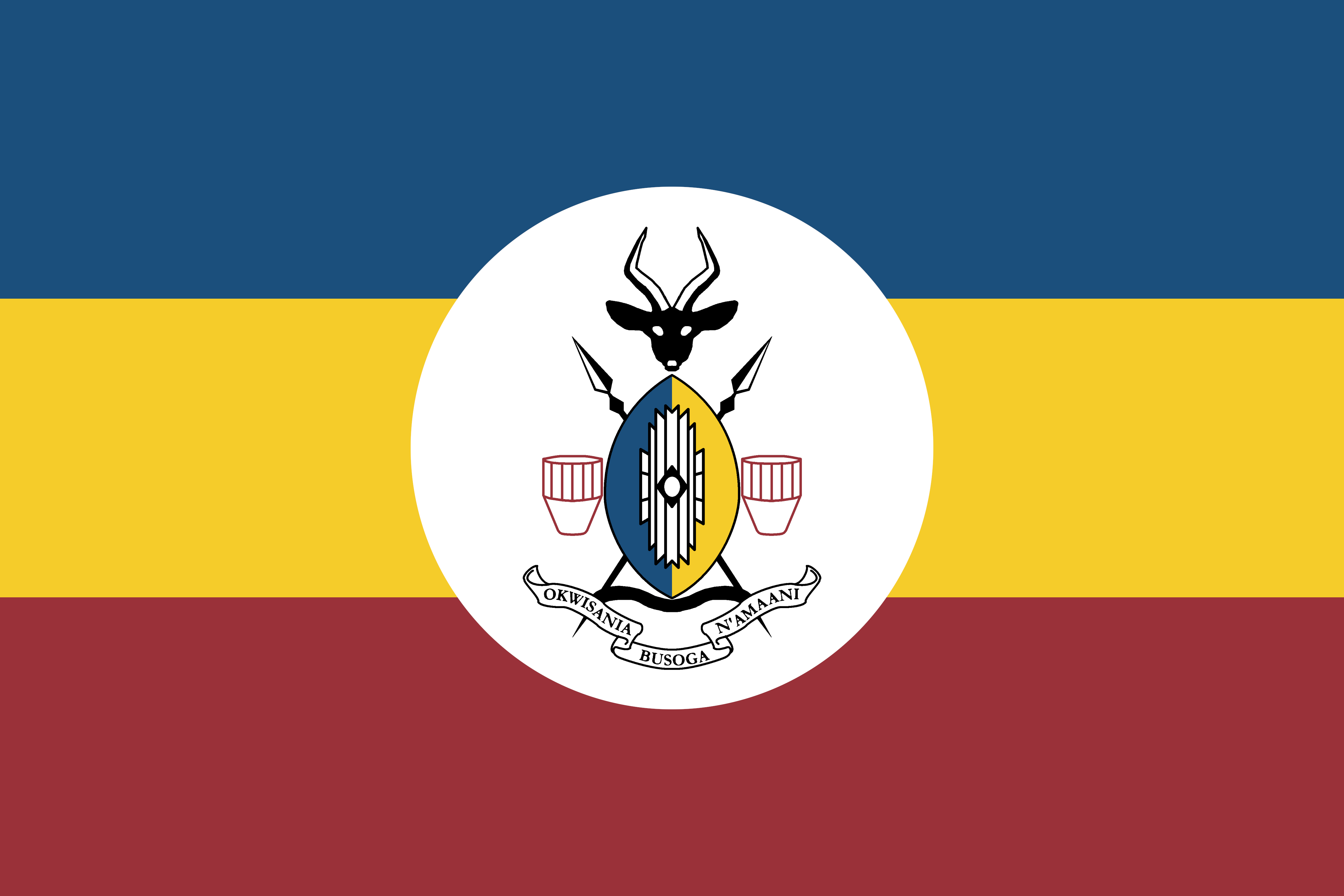
Busoga
Toro

### Bandeiras históricas

Reino de Buganda (1860)
Reino de Buganda (1861 - 1876, 1881 - 1890)
Reino de Buganda (1876 - 1881)
Reino de Buganda (1891 - 1892) [20]
Reino de Buganda (1892) [21]
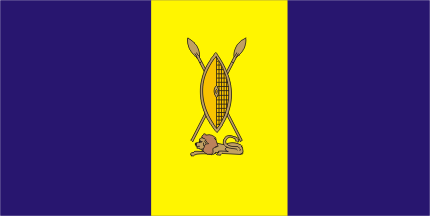
Reino de Buganda (1900)

## Bandeiras históricas

### Reino de Buganda
| Bandeira | Data                | Uso                          | Descrição                                                                        |
| -------- | ------------------- | ---------------------------- | -------------------------------------------------------------------------------- |
|          | 1860-1861           | Bandeira do Reino de Buganda | Um campo vermelho simples.                                                       |
|          | 1861-1876 1881-1890 | Bandeira do Reino de Buganda | Um campo vermelho com uma faixa branca voltada para o lado do elevador.          |
|          | 1876-1881           | Bandeira do Reino de Buganda | Um campo de rabo de andorinha branco com 2 listras verticais de vermelho e azul. |

### Império Belga
| Bandeira | Data      | Uso                                                | Descrição |
| -------- | --------- | -------------------------------------------------- | --- |
|          | 1894-1910 | Bandeira da Bélgica                                | Um tricolor vertical de preto, amarelo e vermelho.                                                                                   |
|          | 1894-1910 | Bandeira do Estado Livre do Congo e do Congo Belga | Uma bandeira amarela de cinco pontas em um fundo azul.                                                                               |
|          | 1894-1910 | Bandeira do Enclave de Lado                        | Um campo azul com uma cruz de Santo André amarela que se estende até os cantos da bandeira e 4 estrelas amarelas em cada canto azul. |

### Império Britânico
| Bandeira | Data      | Uso                                                                       | Descrição |
| -------- | --------- | ------------------------------------------------------------------------- | --- |
|          | 1890-1962 | Bandeira do Reino Unido                                                   | Uma sobreposição das bandeiras da Inglaterra e da Escócia com a Bandeira de São Patrício (representando a Irlanda).                                                       |
|          | 1890-1894 | Bandeira da Companhia Imperial Britânica da África Oriental               | Uma bandeira azul britânica com a coroa e abaixo dela o sol dourado. |
|          | 1890-1894 | Bandeira do Governador da Companhia Imperial Britânica da África Oriental | Uma bandeira da União desfigurada com a coroa e abaixo dela o sol dourado.                                                                                                |
|          | 1914-1962 | Bandeira do Protetorado de Uganda                                         | Bandeira Azul Britânica com o emblema de Uganda. |
|          | 1914-1962 | Bandeira do Governador do Protetorado de Uganda                           | Uma bandeira da União desfigurada com o emblema de Uganda. |
|          | 1962      | Bandeira do Domínio de Uganda                                             | Uma bandeira tricolor vertical de verde, azul e verde com 2 linhas entre as listras e um guindaste coroado cinza, voltado para o lado do mastro em amarelo na faixa azul. |